# Tânia da Silva
Tânia Ferreira da Silva (* 17. Dezember 1986) ist eine brasilianische Weit- und Dreispringerin, die gelegentlich auch im Sprint an den Start geht.

## Sportliche Laufbahn
Erste internationale Erfahrungen sammelte Tânia da Silva bei den Jugendsüdamerikameisterschaften 2002 in Asunción, bei denen sie im 100-Meter-Lauf in 12,65 s den sechsten Platz belegte und mit der brasilianischen 4-mal-100-Meter-Staffel in 47,3 s die Goldmedaille gewann. Zudem gewann sie mit der Sprintstaffel (1000 Meter) in 2:14,55 min auch die Silbermedaille. Im Jahr darauf wurde sie bei den Juniorensüdamerikameisterschaften in Guayaquil mit 5,55 m Vierte im Weitsprung. 2004 gewann sie bei den U23-Südamerikameisterschaften in Barquisimeto mit 6,05 m bzw. 12,78 m jeweils die Bronzemedaille im Weit- und Dreisprung. In letztgenannter Disziplin nahm sie an den Juniorenweltmeisterschaften in Grosseto teil, schied dort aber mit 12,84 m in der Qualifikation aus. Bei den Panamerikanischen Juniorenmeisterschaften in Windsor gewann sie mit 13,38 m die Silbermedaille im Dreisprung und wurde mit 6,04 m Vierte im Weitsprung. Anschließend siegte sie mit 13,31 m im Dreisprung bei den Juniorensüdamerikameisterschaften in Rosario und gewann mit 6,14 m die Silbermedaille hinter ihrer Landsfrau Eliane Martins. 2006 siegte sie überraschend mit 13,92 m bei den Südamerikameisterschaften in Tunja und anschließend auch im Weit- und Dreisprung bei den Jogos da Lusofonia in Macau. Daraufhin gewann sie bei den U23-Südamerikameisterschaften in Buenos Aires mit 13,42 m Gold im Dreisprung sowie mit 6,05 m Silber im Weitsprung.
2007 qualifizierte sie sich im Dreisprung für die Weltmeisterschaften in Osaka, bei denen sie aber mit 13,81 m in der Vorrunde ausschied, wie auch bei den Hallenweltmeisterschaften in Valencia im Jahr darauf mit 13,03 m. 2009 gewann sie bei den Südamerikameisterschaften in Lima mit 13,38 m die Bronzemedaille hinter der Kolumbianerin Caterine Ibargüen und Verónica Davis aus Venezuela. Anschließend gewann sie auch bei den Jogos da Lusofonia in Lissabon mit 13,23 m die Bronzemedaille. 2010 wurde sie bei den Ibero-Amerikanischen Meisterschaften in San Fernando mit 13,30 m Fünfte und zwei Jahre darauf in Barquisimeto mit 13,08 m Vierte. 2014 gewann sie dann bei den Meisterschaften in São Paulo mit 13,47 m die Bronzemedaille. Im Jahr darauf gewann sie bei den Südamerikameisterschaften in Lima mit 6,37 m die Silbermedaille im Weitsprung hinter der Peruanerin Paola Mautino sowie mit 13,60 m hinter ihrer Landsfrau Keila Costa auch im Dreisprung. Zudem qualifizierte sie sich im Weitsprung für die Weltmeisterschaften in Peking, bei denen sie mit 6,18 m aber nicht das Finale erreichte.
2016 wurde sie bei den Ibero-Amerikanischen Meisterschaften in Rio de Janeiro mit 13,31 m Fünfte und bei den IAAF World Relays 2017 auf den Bahamas schied sie mit der brasilianischen 4-mal-100-Meter-Staffel in der ersten Runde aus. Im Dreisprung nahm sie an den Weltmeisterschaften in London teil, bei denen sie mit einer Weite von 13,74 m in der Qualifikation ausschied.
2006 wurde da Silva Brasilianische Meisterin im Dreisprung sowie 2012 mit der 4-mal-100-Meter-Staffel.

## Persönliche Bestleistungen
- 100 Meter: 11,69 s (+1,4 m/s), 1. April 2017 in São Bernardo do Campo
  - 60 Meter (Halle): 7,57 s, 17. Januar 2018 in São Caetano do Sul
- Weitsprung: 6,68 m (+1,3 m/s), 15. Mai 2015 in São Bernardo do Campo
  - Weitsprung (Halle): 6,12 m, 17. Januar 2018 in São Caetano do Sul
- Dreisprung: 14,13 m (+2,0 m/s), 11. Juni 2017 in São Bernardo do Campo
  - Dreisprung (Halle): 13,70 m, 16. Februar 2008 in Valladolid